# Antonio Filippo Ciucci
Antonio Filippo Ciucci (Arezzo, 27 aprile 1627 – Foligno, 9 giugno 1695) è stato un chirurgo italiano.
Lo si ricorda principalmente per aver scritto il primo trattato di chirurgia forense in lingua volgare. Inoltre è stato tra i primi ad aver intuito il carattere infettivo della peste (messo in discussione da molti) e lo ricordiamo per le sue opere a stampa.

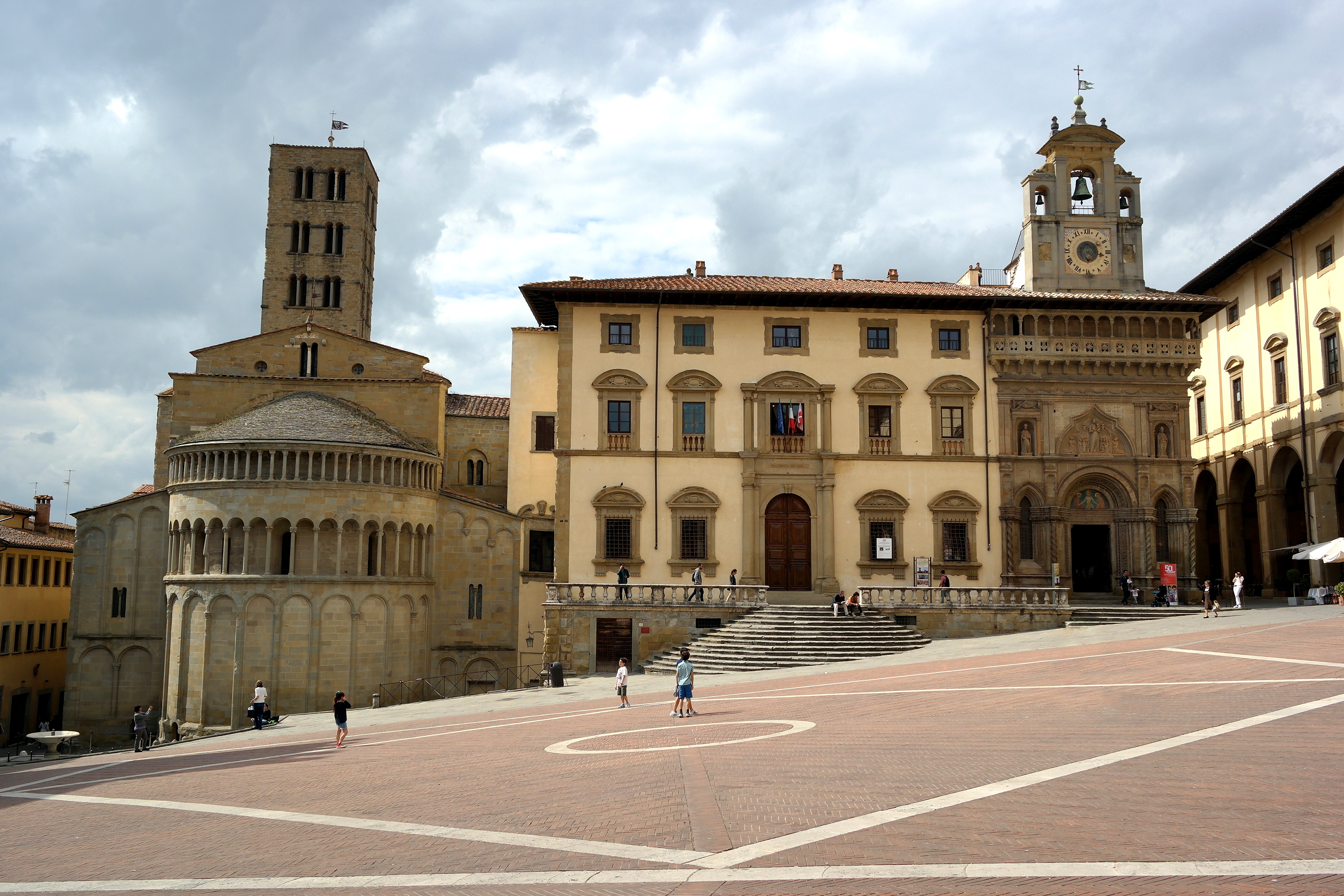
Piazza Grande, Arezzo

"Anton Filippo Ciucci rientra a far parte di quel gruppo di personaggi poco noti che hanno dato un contributo importante ed originale nel settore specifico di loro competenza. Egli, sia per la sua vicenda biografica particolarmente ricca, sia per i molteplici interessi da lui dimostrati e per l’impegno profuso nella diffusione di conoscenze dotte, deve essere opportunamente valorizzato e ricordato."

## Biografia

### Gli studi medici
Antonio Filippo Ciucci nacque ad Arezzo da Pietro Paolo Ciucci e Aurelia Italiani. La famiglia del padre era benestante poiché possedeva numerosi beni immobili e un negozio di spezie nel centro della città; questa condizione permise a Ciucci di poter viaggiare e studiare.
Nel 1642, da adolescente, si trasferì a Firenze per intraprendere gli studi chirurgici nell'importante scuola medico-chirurgica associata all'ospedale di Santa Maria Nuova, su consiglio del chirurgo aretino Angelo Bonci, al quale Ciucci dedicherà un manoscritto per ringraziarlo dei preziosi consigli da lui forniti, intitolato "Ospedale di Parnaso" (1653). Ciucci completerà i suoi studi nel 1648, con il sostegno di Gregorio Redi.

### L'esperienza della peste
Iscritto all'Arte dei Medici e Speziali di Firenze nel 1648, nel 1651 si trasferì a Roma, dove rimase per nove anni lavorando come assistente chirurgo presso l'antico Ospedale Santo Spirito in Sassia. Fu in questo ospedale che collaborò con Giovanni Trulli, affermato chirurgo del XVII secolo, che ebbe in cura anche Galileo Galilei il quale soffriva di problemi alla vista. Tra il 1656 e il 1657 a Roma sopraggiunse la peste e Ciucci si dedicò, per 5 anni, a curare gli infetti nel Lazzaretto del Casaletto, dove egli, riconoscendo la natura infettiva della malattia, utilizzò misure profilattiche che gli evitarono il contagio. Ciucci stesso scrisse un capitolo, nella sua celebre opera "Il filo d'Arianna", dove racconta episodi sulla sua attività e sul pericolo di ammalarsi. Al tempo vi erano due scuole di pensiero sulle malattie epidemiche: i miasmatici, che attribuivano la malattia all'aria poco salubre, e i contagionisti, che attribuivano la malattia ad un'entità che passava dal malato al sano; Ciucci credeva in quest'ultima teoria, che era la meno accreditata (poiché nessuno ancora riusciva a comprendere cosa effettivamente si diffondesse), ma oggi sappiamo essere la più esatta.

### Due matrimoni
Nel 1660 Antonio Filippo Ciucci lasciò Roma, per lavorare come chirurgo a Loreto, nell'Ospedale della Santa Casa, al posto dell'appena defunto Francesco De Rossi. Qui Ciucci sposò la vedova di De Rossi, Lorenza Venturucci da Osimo che morì dopo soli 5 anni. Un anno dopo, egli incontrò e si coniugò ad Anna Boni, figlia di un musicista del santuario mariano. Da nessuno dei due matrimoni nacquero figli.

### Gli ultimi anni
L'8 Ottobre 1670, Antonio Filippo Ciucci ebbe l'incarico di primo cerusico della città di Macerata, dove esercitò la sua professione. Egli fu a lungo in corrispondenza con il suo concittadino Francesco Redi, il cui padre, Gregorio Redi, l'aveva aiutato negli studi a Firenze. Nel 1689 Ciucci si trasferì definitivamente a Foligno, in Umbria, dove continuò ad esercitare il mestiere di chirurgo per altri 6 anni. Qui morì nel 1695 e fu sepolto nella cripta della cattedrale cittadina di san Feliciano.

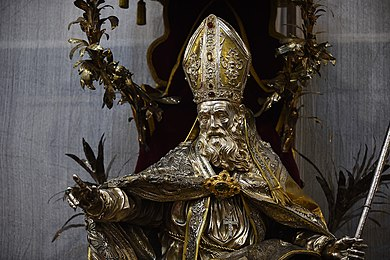
San Feliciano, Cattedrale di Foligno

## Produzione scientifico - letteraria
Negli anni successivi al completamento dei suoi studi, Ciucci dedicò ad Angelo Bonci il manoscritto "L'ospidale di Parnaso" (1653), che tratta i temi della diagnosi e della cura dei tumori patologici. L'opera non è altro che una copia in ottava rima del primo libro del Pentateuchos chierurgicum di Girolamo Fabrici d'Acquapendente.
Successivamente, quelli trascorsi a Macerata furono anni proficui soprattutto dal punto di vista dell'attività medica, che videro nascere le opere principali di Ciucci:

### Promptuarium chirurgicum
Il "Promptuarium chirurgicum" (1679) è un manuale di chirurgia pratica dedicato ad Arezzo, dove Ciucci descrive uno strumento peculiare per estrarre i calcoli dall'uretra maschile: la tenacula tricuspis, una pinzetta urologica a tre branche. Nella stessa opera Ciucci dimostrò anche che la cataratta si forma nel cristallino opaco e non tra il cristallino e l'iride, come sostenevano gli antichi (l'opera inoltre è illustrata da alcune tavole anatomiche). Ciucci descrive la struttura del Promptuarium per rassicurare il pubblico in merito alla validità delle fonti in suo possesso. Trascrive i nomi di sessantasei autori, i titoli delle opere, il luogo di edizione, il nome dello stampatore e l’anno di pubblicazione. Nell’elenco si citano i nomi di personaggi illustri della medicina e della chirurgia appartenenti alla tradizione greco-romana ed arabo-bizantina, come Paolo d'Egina, Avicenna, Aezio di Amida, i nomi degli autori che, a partire dal XIII secolo, hanno reso possibile il rinnovamento e la diffusione della scienza chirurgica come Guy de Chauliac, Michelangelo Biondo, Pietro d'Argellata e i principali interpreti della medicina e della chirurgia rinascimentale, dedita alla ricerca ed allo sviluppo scientifico. Nell'opera Ciucci esprime chiaramente la sua volontà di accorpare l'arte medica e quella chirurgica, in nome di una più completa competenza da parte del sanitario riguardo problematiche patologiche.

### Breve Discorso intorno al Moto delli Humori
Il "Breve Discorso intorno al Moto delli Humori" (1681) è un'opera riguardante la circolazione del sangue, dove Ciucci riconobbe l'importanza delle scoperte di Realdo Colombo, Cesalpino e Harvey sull'argomento, ma nel suo testo desiderò valorizzare e dimostrare che già ai tempi di Ippocrate e Galeno si conoscessero i meccanismi della circolazione sanguigna, anche se in modo non accurato.

### Filo d'Arianna
Il già citato "Filo d'Arianna o vero fedelissima scorta alle esercenti di chirurgia per uscire dal laberinto delle relazioni e ricognizioni di vari morbi e morti" (1681) dedicato a Francesco Redi e probabilmente rivisto da lui, è ritenuto il primo trattato di chirurgia forense scritto in lingua volgare, nel quale l'autore tentò di individuare le vere cause di morte sulla base di un'attenta analisi sperimentale dei cadaveri. Si tratta di un vademecum per facilitare la stesura delle relazioni dei periti (infatti Ciucci a Macerata esercitò la sua professione anche in qualità di chirurgo forense), dal momento che essi erano chiamati a formulare valutazioni nei casi giudiziari. Basandosi sull'autorità di medici antichi e moderni quali Galeno, Ippocrate, Celso, Capivaccio, Falloppia, Bartholin, Riolan, Graaf, e in particolare del medico legale Paolo Zacchia, Ciucci esaminò e riportò nella sua opera i principali casi clinici e chirurgici che può incontrare un medico. Nel testo i vari argomenti sono divisi in capitoli che corrispondono alle diverse specializzazioni della disciplina:
1. Traumatologia forense: Ciucci analizza la relazione tra una ferita e l'oggetto che l'ha procurata (che lui chiama "strumento vulnerante"), passando in rassegna anche le complicanze mortali (come febbre o emorragie, che possono portare al decesso del paziente). Egli evidenzia inoltre l'importanza di descrivere i casi con espressioni adeguate e non fraintendibili ed esorta il perito a ricondursi sempre a casi clinici passati, per evitare di accreditare false informazioni.
2. Tossicologia forense
3. Sessuologia forense: è la parte preponderante dell'opera dove Ciucci, per "discoprire la verità", parla di problemi legati agli organi sessuali, degli aborti (spontanei e non), delle gravidanze isteriche, dei parti oltre il tempo giusto, dell'impotenza, della sifilide, di ermafrodismo (suddividendolo in tipi a seconda della posizione degli organi sessuali) e di altri simili argomenti.[4]
4. Tortura: nell'ultima parte dell'opera Ciucci tratta dei casi in cui la tortura non è sopportabile al prigioniero. L'intento è lasciare indicazioni di carattere professionale, ricordando cioè che i periti devono mantenere neutralità e distacco anche di fronte ad una tortura. Ciucci pertanto esorta il perito ad eliminare interessi o curiosità personali a favore di una valutazione neutra ed equilibrata. In questa sezione egli fornisce dei consigli al cerusico, che si trasformano in vere e proprie direttive di etica professionale.[9]

Nella parte finale troviamo una serie di dieci tavole anatomiche, che Antonio Filippo Ciucci confessa di aver copiato da altri. In questo libro però riesce perfettamente a mettere a fuoco il ruolo della perizia medica nelle procedure processuali, nei secoli che vanno dal XVI al XVIII.

## Scritti principali
- 1653 - Ospedale di Parnaso
- 1679 - Promptuarium medico-chirurgicum
- 1681 - Breve Discorso intorno al Moto delli Humori
- 1681 - Filo d'Arianna o vero fedelissima scorta alli esercenti di chirurgia per uscire dal laberinto delle relazioni e ricognizioni di vari morbi e morti